# Quattro vecchi

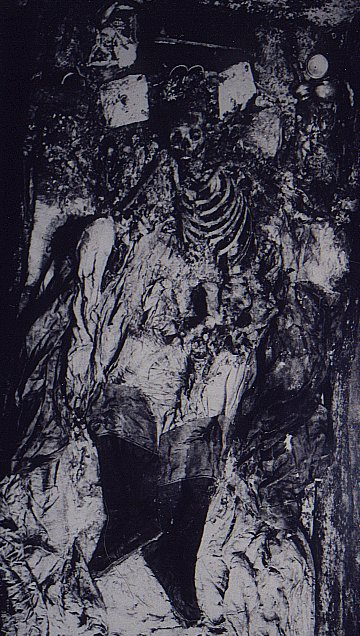
I resti dell'imperatore Wanli della dinastia Ming presso le tombe Ming. Le Guardie Rosse hanno trascinato i resti dell'Imperatore Wanli e delle Imperatrici sul lato anteriore della tomba, dove sono stati "denunciati" postumi e bruciati.

I quattro vecchi (四舊T, 四旧S, sì jiùP) era un termine usato durante la Rivoluzione Culturale dalle Guardie Rosse nella Repubblica Popolare Cinese in riferimento al periodo pre-comunista e rappresentava gli elementi della cultura cinese che dovevano essere distrutti. I quattro vecchi erano: vecchie idee, vecchia cultura, vecchie abitudini e vecchie usanze (in cinese: Jiu Sixiang 旧思想, Jiù Wenhua 旧文化, Jiu Fengsu 旧风俗 e Jiu Xiguan 旧习惯). La campagna per distruggere i quattro vecchi iniziò a Pechino il 19 agosto 1966 (l'"agosto rosso", durante il quale avvenne anche un massacro a Pechino), poco dopo l'inizio della Rivoluzione culturale.

## Storia
Il termine "Quattro vecchi" apparve per la prima volta il 1º giugno 1966, in un editoriale del Quotidiano del Popolo (di Chen Boda), "Spazzare via tutti i mostri e demoni". Nell'articolo, le cose vecchie sono state descritte come antiproletarie, "promosse dalle classi sfruttatrici, [e] hanno avvelenato le menti delle persone per migliaia di anni". Tuttavia, quali costumi, culture, abitudini e idee costituissero specificamente i "Quattro vecchi" non furono mai chiaramente definiti.
Durante l'"Agosto Rosso" del 1966, il Comitato Centrale del Partito Comunista Cinese usò il termine al suo 8º Congresso Nazionale. Il termine è stato approvato anche da Lin Biao in una manifestazione di massa il 18 agosto. Lo stesso giorno, Mao Zedong ha incontrato le Guardie Rosse a Tienanmen, incoraggiando molto il movimento delle Guardie Rosse, che poi hanno iniziato il loro massacro a Pechino e hanno iniziato a distruggere i "Quattro vecchi".